# Ophioseides schellenbergi
Ophioseides schellenbergi är en kräftdjursart som beskrevs av Jones 1980. Ophioseides schellenbergi ingår i släktet Ophioseides och familjen Notodelphyidae. Inga underarter finns listade i Catalogue of Life.